# David P. Boder
David Pablo Boder (Liepāja, 9 de noviembre de 1886-Los Ángeles, 18 de diciembre de 1961) fue un psicólogo letón-estadounidense. Se desempeñó como profesor de psicología en el Instituto de Tecnología de Illinois. Es conocido por haber viajado a Europa en 1946 para grabar entrevistas con sobrevivientes del Holocausto; durante el viaje, recopiló más de cien entrevistas por un total de 120 horas en una grabadora de cable desarrollada por el profesor Dr. Marvin Camras. Fue el primero en registrar las experiencias de los sobrevivientes y es una fuente de referencia primaria muy destacada.

## Biografía

### Primeros años
Boder nació como Aron Mendel Michelson, hijo de Berl y Betti (Frank) Michelson, una familia judía que vivía en Liepāja, Letonia. La gran comunidad judía que residía en Liepāja en ese momento probablemente permitió que Boder creciera hablando yiddish y alemán, reservando el ruso para hablar en la escuela. Alrededor de los 19 años, Boder comenzó a estudiar psicología, primero en Leipzig y luego en San Petersburgo. Mientras vivía en San Petersburgo, Boder se casó con Pauline Ivianski en 1907, quien dio a luz a su hija Elena ese mismo año. Se divorciaron en 1909.
En 1919, Boder, junto a su segunda esposa Nadejda y su hija se mudaron a México, huyendo de la Guerra Civil Rusa. Nadejda murió en la pandemia de gripe de 1918 poco después de su llegada. En México, Boder aprendió a hablar español, enseñó psicología en la Universidad Nacional Autónoma de México y se casó con su tercera esposa, Dora, en 1925, con quien poco después se mudó a Estados Unidos. Obtuvo títulos de la Universidad de Chicago y la Universidad Northwestern, mientras también trabajaba en el Instituto Lewis (que se convirtió en el Instituto de Tecnología de Illinois).

### Carrera

#### Proyecto Europeo de Personas Desplazadas
Al final de la Segunda Guerra Mundial, Boder concibió un proyecto para entrevistar a personas desplazadas de la guerra, para preservar sus historias e investigar los efectos psicológicos de la guerra. En julio de 1946, Boder llegó a París y pasó las siguientes nueve semanas realizando 130 entrevistas en 16 lugares de Francia, Alemania, Suiza e Italia. En ese momento, Boder hablaba más de siete idiomas, lo que le permitía realizar entrevistas en la lengua materna de los sujetos. La mayoría de los sujetos eran judíos de Europa del Este, principalmente de Polonia, pero Boder también habló con judíos de Europa occidental, judíos alemanes no observantes, judíos griegos y no judíos.
En octubre de 1946, Boder regresó a Estados Unidos y comenzó a transcribir las entrevistas y a trabajar en el manuscrito de un libro, con el apoyo de una subvención del Instituto Nacional de Salud Mental. En 1949, se publicó una colección de ocho entrevistas transcritas y el análisis de Boder con el título I Did Not Interview the Dead, aunque este libro se vendió mal y se agotó. Boder continuaría trabajando en la transcripción de las entrevistas hasta 1956, cuando se acabó la financiación del Instituto Nacional de Salud Mental.

### Últimos años
En 1951, Boder entrevistó a personas desplazadas por una gran inundación en Kansas City. En 1952 se retiró del Instituto de Tecnología de Illinois y se mudó con su esposa a la UCLA como investigador asociado no remunerado. Falleció de un infarto el 18 de diciembre de 1961 a los 75 años.